# 燒灰爐炮台
燒灰爐炮台（Fortaleza de N. Sr. do Bom Parto）（或稱聖母炮台）是位於澳門西望洋山東南山麓之古老炮台，為澳門現存最古老的西式炮台建築群之一部分。燒灰爐炮台的所在地，曾是揚名世界的波加勞鑄炮厰；曾是葡萄牙支援明朝對抗滿清入侵時期，為其製造軍火的地方。

## 沿革
燒灰爐炮台原址為聖奧斯定會早年會所，其建成時間不詳。炮台在1622年(明天啟二年)荷蘭入侵澳門時即已存在。而在燒灰爐炮台牆腳，至今有一“1911 Avenida Republica”字樣的路碑。燒灰爐炮台原只是一座可架10-12枝槍炮的三角形炮台。其後在1775年重建，炮台裝置8門大炮，並設有哨房和軍火庫等軍事設施，主要防守當時的外港(即南灣)，並與媽閣炮台共同防禦內港地區。到1892年，燒灰爐炮台已被荒置，現成為葡萄牙駐澳門總領事官邸的一部分。

## 外部連結
- 澳門百科全書：燒灰爐炮台